# Mjöllnir
« Marteau de Thor » redirige ici. Pour les autres significations, voir Marteau de Thor (homonymie).
Cet article concerne le marteau du dieu Thor du panthéon nordique. Pour le marteau du super-héros Thor dans le monde de fiction de l'univers Marvel, voir Mjolnir (comics).

La bataille de Thor contre les géants, par Mårten Eskil Winge (1872).

Dans la mythologie nordique, Mjöllnir (en vieux norrois, Mjǫllnir) est le marteau à manche court de Thor, le dieu de la foudre et du tonnerre.
Le marteau de Thor est l'arme la plus puissante des dieux, et symbolise alors la protection de l'univers face aux forces du chaos, notamment les géants, plus grands ennemis des dieux, qui sont régulièrement abattus par Thor grâce à son marteau. Si le manche du marteau fut forgé trop court, c'est parce que, pendant sa forge, le dieu farceur Loki se métamorphosa en taon et vint distraire Brokk le nain qui actionnait le soufflet en le piquant dans l'oeil alors que son frère Sindri forgeait l'arme.
Des pendentifs représentant le marteau de Thor ont été utilisés pendant l'époque Viking comme symbole de foi aux dieux germaniques, et par opposition aux crucifix portés par les chrétiens. Les pendentifs Mjöllnir sont populaires actuellement dans certains milieux, dont les mouvements néopaïens.
L'objet en lui-même est relativement célèbre, et se retrouve sous forme de symbole dans l'héraldique, et est régulièrement une inspiration ou référence de la culture populaire, dans la littérature et la bande dessinée, les jeux vidéo et la télévision ou le cinéma.

## Étymologie
Mjöllnir, du vieil islandais Mjǫllnir, d'un proto-norrois hypothétique *ᛗᛖᛚᛚᚢᚾᛁᚨᛉ (*melluniaʀ), lui-même d'une forme du germanique commun hypothétique *meldunjaz, de la racine indo-européenne allongée *meldʰ-n- « éclair ». Une théorie alternative suggère que meldunjaz est basé sur la racine de moudre, *melwą (cf. vieux haut allemand malan « moudre »), d'où vieil islandais meldr « concassage, écrasage » et mjǫl « fleur de farine, farine », dans ce cas il remonte à la racine indo-européenne *melh₂- (cf. français moudre, meule, moulin) qui est précisément la base de la précédente *meld-, *meldʰ-. Mjöllnir serait donc à proprement parler « celui qui concasse ou qui écrase en produisant des éclairs ». Entre autres racines indo-européennes, il se rapproche du nom slave qui désigne l'éclair, vieux slave mlūnūji. On a relevé d'autres significations du mot : « destructeur », « arme foudroyante de couleur blanche ».
Dans les textes en vieil islandais, Mjöllnir est identifié comme hamarr, c'est-à-dire « marteau », mais aussi « pierre, roc, rocher ». Ce mot reposant sur le nom indo-européen h₂éḱmō qui désigne la pierre ou l'outil de pierre. Cela renvoie également à l'idée de produire des étincelles → des éclairs, la pierre étant à l'origine aussi utilisée pour allumer le feu.

## Présentation
Cette arme fabuleuse forgée par des nains est capable de revenir à la main de son lanceur. En symbolique chamanique, le forgeron étant l'être le plus proche du chaman, cela signifie que les puissances utilisées peuvent être à double tranchant, autrement dit se retourner contre vous[réf. nécessaire]. Sa puissance est si grande qu'il est impossible de la manipuler sans utiliser des gants de fer (Járngreipr, « poigne de fer »). Cette arme permet à Thor de vaincre les géants. Mjöllnir est présenté au chapitre 21 de la partie Gylfaginning de l'Edda de Snorri, comme l'un des trois objets fabuleux de Thor :

« [Thor] possède également trois objets précieux. Le premier d'entre eux est le marteau Miollnir : les géants du givre et les géants des montagnes le reconnaissent quand il est brandi, et cela n'est pas étonnant car il a fracassé le crâne de maint de leurs pères ou de leurs parents. Le second objet précieux qu'il possède est excellent : c'est une ceinture de force ; lorsqu'il s'en ceint, sa "force d'Ase" s'accroît du double. Le troisième objet précieux qui lui appartient est de très grande valeur : ce sont des gants de fer ; il ne peut en être dépourvu quand il veut saisir le manche du marteau »

— Gylfaginning, chapitre 21

## Mythes liés
Thor utilise régulièrement son marteau pour tuer ou menacer des géants et autres ennemis. Dans le chapitre 42 du Gylfaginning de l'Edda de Snorri, lorsque les Ases comprennent que le maître ouvrier bâtisseur est un géant, ils appellent Thor pour l'abattre avec son marteau ; « au premier coup qu'il lui assena, il lui mit le crâne en miettes et l'envoya tout en bas, au-dessous de Niflhel ». Dans l'épisode où Thor rencontre le géant Skrymir, décrit aux chapitres 45 à 47 du Gylfaginning, son marteau semble inefficace face au géant. On apprend ensuite qu'il a été piégé par des illusions, et ses coups de marteau ayant raté le géant ont créé d'immenses vallées dans le paysage.
Thor possède un char tiré par deux boucs, Tanngrisnir et Tanngnjóstr, qu'il peut abattre et manger, puis ressusciter en brandissant son marteau et en bénissant les peaux et os des boucs. On retrouve ce conte au chapitre 44 du Gylfaginning. Également, à l'enterrement du dieu Baldr tel qu'il est raconté au chapitre 49 du Gylfaginning, Thor « consacre » le bûcher avec Mjöllnir.

### La fabrication de Mjöllnir

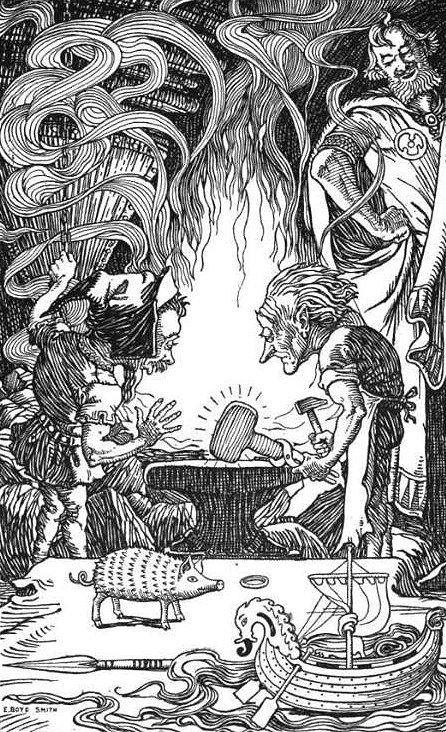
Le troisième présent - un énorme marteau, réalisé en 1902 par Elmer Boyd Smith.

On apprend comment le marteau de Thor a été forgé dans le chapitre 5 du Skáldskaparmál de l'Edda de Snorri. Le dieu farceur Loki a coupé la chevelure de la déesse Sif, épouse de Thor. Lorsque Thor menace Loki de le broyer, ce dernier propose de récupérer chez les nains une chevelure d'or. Les nains fils d'Ivaldi fabriquent donc pour les dieux la chevelure de Sif ainsi que le bateau Skidbladnir et la lance d'Odin, Gungnir. Le dieu malin parie alors sa tête avec les nains Brokk et son frère Eitri qu'ils ne pourraient fabriquer des objets aussi précieux. À la forge, Eitri demande à Brokk d'actionner le soufflet sans s'arrêter avant qu'il n'ait retiré l'objet qu'il a fabriqué. Afin de gagner son pari, Loki métamorphosé en mouche vient piquer Brokk pour le distraire mais ce dernier continue à actionner le soufflet jusqu'au bout, et le forgeron retire du fourneau un verrat aux soies d'or. Pour le second objet il se passe la même chose, Eitri place de l'or dans le fourneau et Brokk ne cède pas aux piqures avant qu'Eitri ne retire du fourneau un anneau d'or appelé Draupnir. Ensuite Eitri place du fer dans le fourneau en reprécisant à Brokk de ne pas arrêter d'actionner le soufflet sinon tout serait gâché. Loki en mouche le pique entre les paupières jusqu'au sang, alors Brokk s'arrête un court instant, et il en a fallu de peu pour que tout soit gâché. Ils sortent du fourneau le marteau Mjöllnir. Alors Brokk et Loki emportent les objets aux Ases pour qu'ils décident quels objets sont les plus fabuleux. Brokk offre le marteau à Thor, qui est alors décrit ainsi :

« Puis il donna à Thor le marteau et déclara qu'il pourrait frapper n'importe quoi aussi fort qu'il voudrait sans que le marteau ne s'abîmât, qu'il ne manquerait jamais le but contre lequel il le lancerait, mais que jamais le marteau ne volerait si loin qu'il ne dût revenir dans sa main ; et aussi que, s'il le voulait, il se ferait si petit qu'il pourrait le tenir dans sa blouse. Mais il avait un défaut : son manche était plutôt court. »

— Skáldskaparmál, chapitre 5
Les Ases décident que le marteau est l'objet le plus fabuleux, la plus grande protection possible contre les géants du givre. Ainsi le nain a gagné le pari pour la tête de Loki. Ce dernier essaye alors de s'échapper, mais Thor le rattrape pour qu'il soit décapité. Pour sauver sa peau Loki déclare qu'il avait mis sa tête en gage et non pas son cou. Finalement, le nain Brokk lui coud les lèvres.

### Le vol de Mjöllnir
Le mythe burlesque du vol du marteau de Thor est raconté dans le poème eddique Þrymskviða. Thor se réveille et constate la disparition de son marteau. Il en informe le dieu malin Loki et la déesse Freyja, qui accepte de prêter son habit de plumes à Loki pour qu'il le cherche. Ce dernier vole alors vers le monde des géants, et rencontre le géant Thrymr qui déclare l'avoir volé, et ne le rendrait qu'en échange de la main de Freyja. Loki retourne alors en informer Thor, et Freyja furieuse refuse de se donner au géant. Le dieu Heimdall propose de travestir Thor en mariée pour tromper le géant, ce qu'il fit non sans réticence. Loki l'accompagne déguisé en servante. Les deux dieux sont accueillis à un banquet du géant qui est trompé par le subterfuge. Thrymr ordonne qu'on lui apporte le marteau pour consacrer la fiancée, alors Thor s'en empare et tue Thrymr avant de massacrer toute sa famille.

### Au Ragnarök
Le Ragnarök est une fin du monde prophétique principalement décrite dans le poème eddique Völuspá et la partie Gylfaginning de l'Edda de Snorri, aux chapitres 51 à 53. Il met en scène une grande bataille opposant les dieux aux géants et autres forces du chaos. La majorité des dieux et des hommes périront. Thor tuera le serpent-monde Jörmungand, et mourra à son tour de son venin. Au chapitre 53 du Gylfaginning qui explique les étapes de renouveau de l'univers après la fin du monde, on apprend que les fils de Thor, Modi et Magni, hériteront de son marteau :

« C'est là que viendront les fils de Thor, Modi et Magni, lesquels seront en possession de Miollnir. »

— Gylfaginning, chapitre 5
Ce chapitre cite également la strophe 51 du poème eddique Vafþrúðnismál qui explique également que Modi et Magni possèderont Mjöllnir après la mort de leur père Thor au Ragnarök.

## Témoignages archéologiques

### Scandinavie et Islande

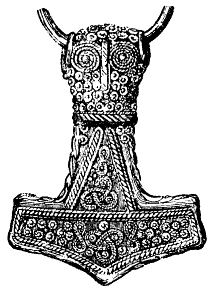
Dessin d'un pendentif Mjöllnir en argent plaqué or de 4,6 cm retrouvé à Bredsätra dans l'Öland, Suède. L'original appartient au Musée historique de Stockholm.
Pendentif Mjöllnir découvert en 1877 à Skåne, Suède.
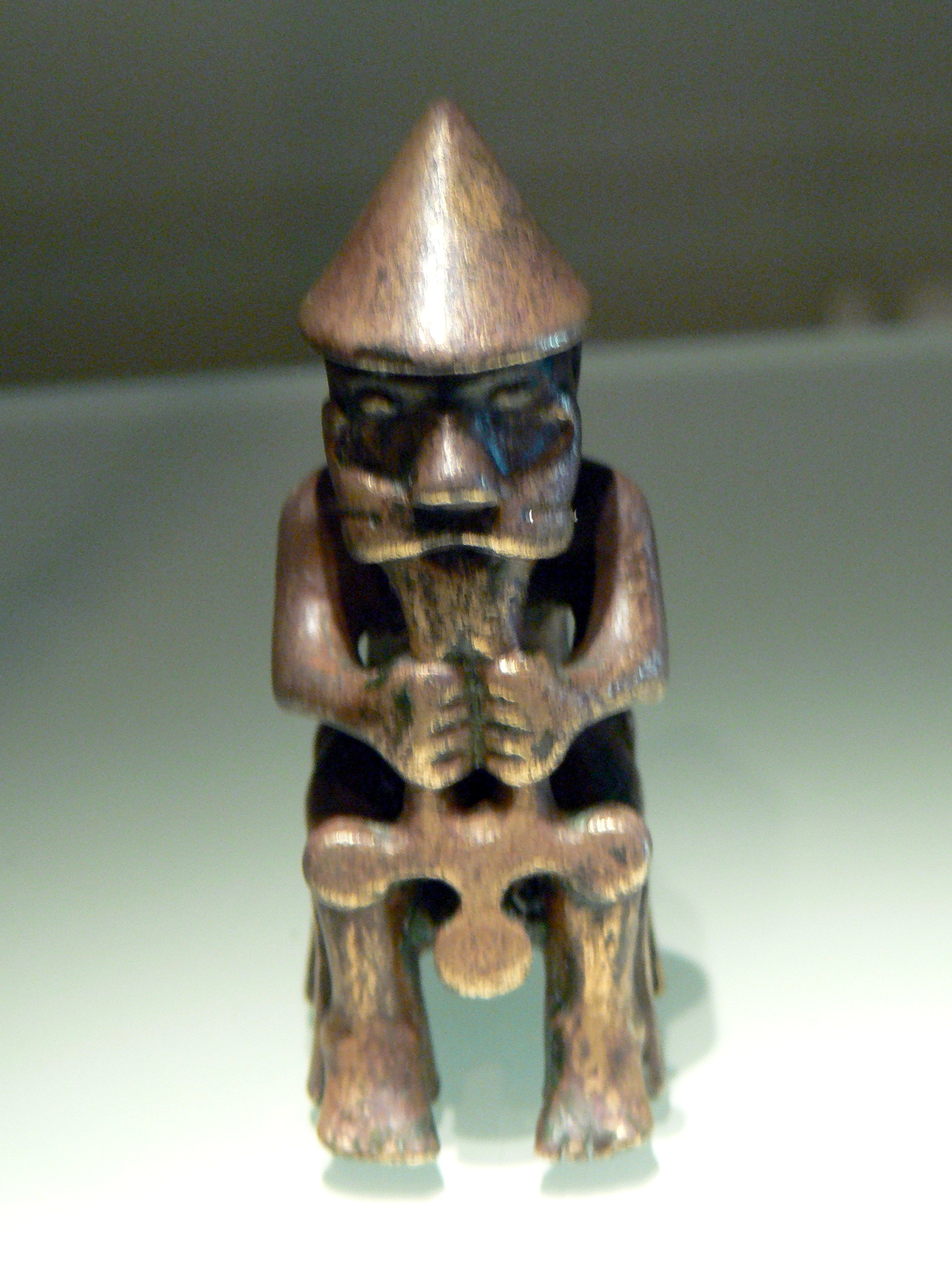
Statuette en bronze de Thor portant son marteau (ca. 1000 AD), exposé au Muséum National d'Islande, Reykjavik

### Normandie

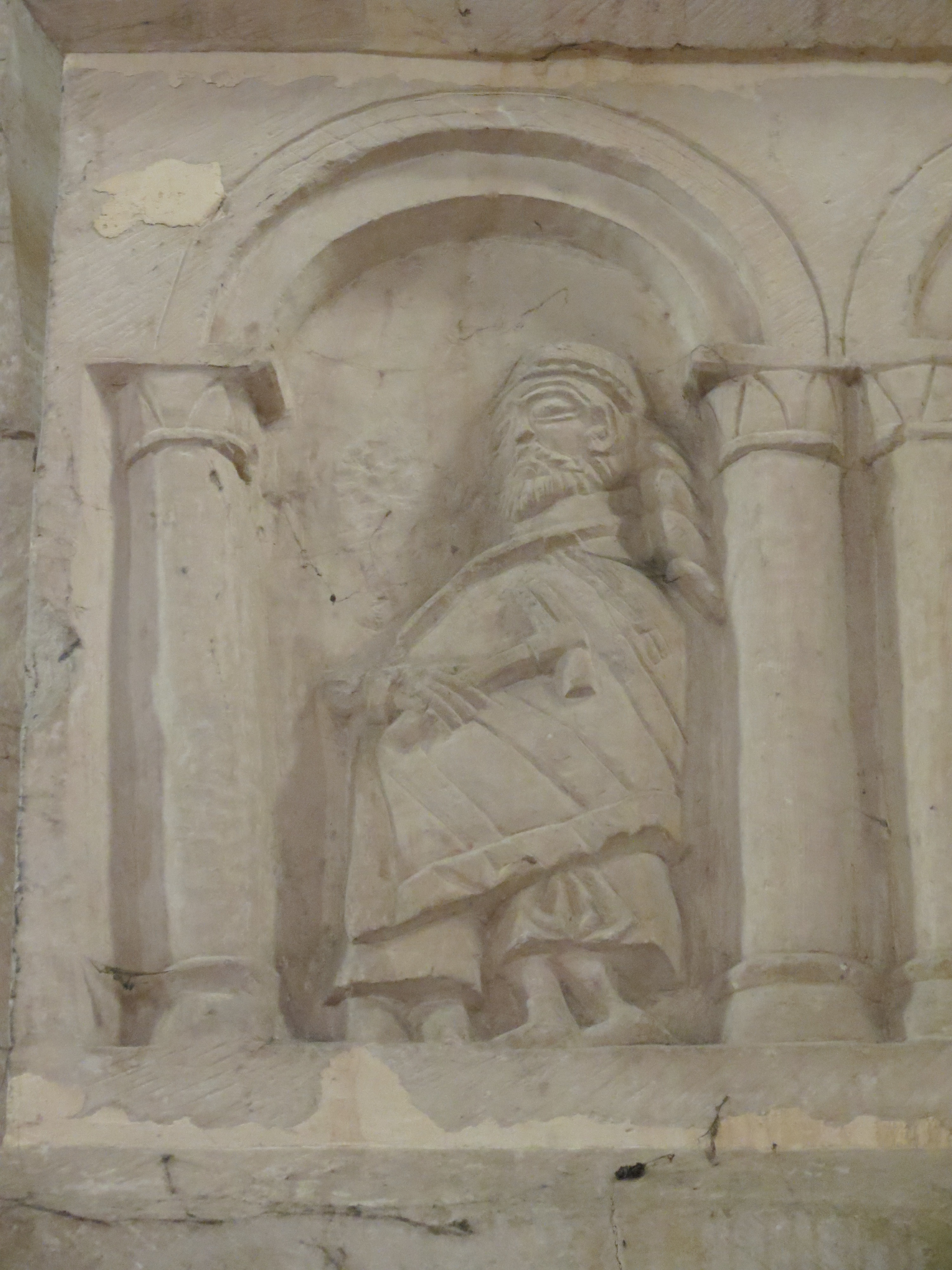
Église Saint-Ouen de Rots, Calvados : main de Thor tenant Mjöllnir, le buste et le visage du dieu ayant été effacés

Deux marteaux de Thor en argent ont été trouvés respectivement à Saint-Pierre-de-Varengeville (Seine-Maritime), non loin de Duclair sur les pentes dominant la Seine et un autre dans un champ à Sahurs (Seine-Maritime),. Ils ne sont probablement pas à mettre en rapport avec les raids vikings du IXe siècle, mais bien plutôt à l'établissement de colons anglo-scandinaves dans la région à partir du Xe siècle. En effet, Jens Christian Moesgaard, conservateur au musée national du Danemark estime que les marteaux de Thor sont plus nombreux à partir de la seconde moitié du Xe siècle, dans les derniers temps du paganisme, sans doute en réaction au développement du christianisme. Le lieu Hectot sur la même commune est un indice de cette implantation nordique (cf. les nombreux Ectot, ex : Ectot-l'Auber, la Haye-d'Ectot, etc.), car il remonte au vieux norrois Eski-topt ou Eski-toft « ferme des frênes ». Yggdrasil, l'arbre-monde de la mythologie scandinave est généralement un frêne. De même le lieu Sahurs (Salhus jusqu'au XIIe siècle) est comparable à Salhus en Norvège, ils sont probablement tous deux issus de l'ancien scandinave Sál(a)hús ou Saluhús qui désigne à l'époque chrétienne une « auberge pour les voyageurs ».
Placée dans les arcatures du clocher latéral de l'église Saint-Ouen de Rots, une dalle montre un personnage tenant un marteau et un troisième personnage caché sous le manteau du précédent et dont la tête est buchée, c'est sans doute Thor. On sait que cette église, dont la campagne romane remonte aux environs de 1140, dépendait de l’abbaye Saint-Ouen de Rouen. L’existence d’un édifice antérieur à l’actuel est attestée par les textes avant 1047 : l’église fut en effet consacrée à saint Ouen lors de la procession des reliques amenées depuis le Cotentin à Caen, puis à Rouen, une pérégrination relatée dans un manuscrit de la fin du XIe siècle.

## Réutilisations actuelles

### Néopaganisme

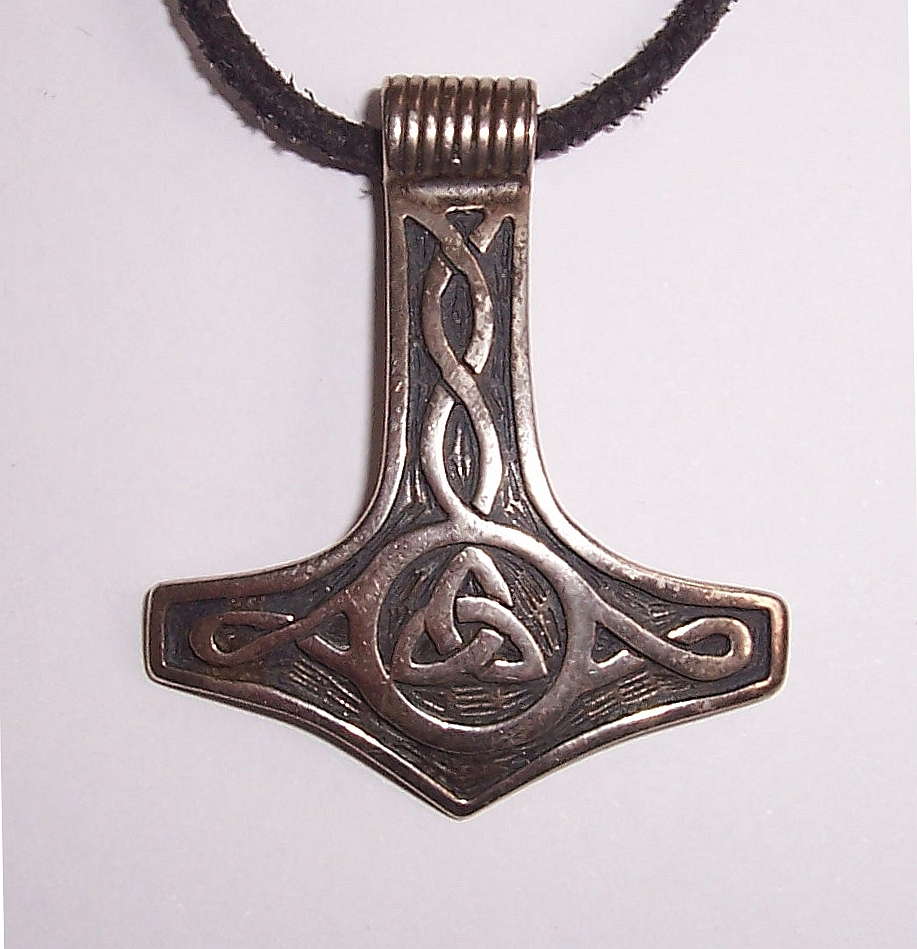
Pendentif moderne représentant le Mjöllnir.

Aujourd'hui, le Mjöllnir est devenu un symbole important de la religion Ásatrú et de l'Odinisme ; des mouvements religieux néopaïens visant à reconstruire la religion et le culte germanique ancien. Des pendentifs Mjöllnir portés autour du cou, reproductions de pendentifs d'époque Viking ou avec un design moderne, constituent un symbole de reconnaissance entre odinistes et païens en général. Des groupes de heavy metal, notamment de Viking metal et pagan metal, ont popularisé le port de ces pendentifs dans leur milieu. Il est à noter toutefois que porter un Mjöllnir aujourd'hui n'est pas forcément une preuve de foi païenne, il pourrait s'agir d'un choix esthétique, idéologique ou de mode. Des groupes ou gangs de bikers ou néo-nazis utilisent parfois ce symbole sans pourtant adhérer sérieusement au culte religieux. Le Mjöllnir est également populaire dans tous ces milieux sous forme de tatouages.

### Héraldique et vexillologie
Le Mjöllnir est utilisé parfois comme logo, symbole ou en héraldique, surtout en Scandinavie.

Armoiries de la commune de Torsås, en Suède.
Armoiries du brise-glace suédois Tor.
Armoiries du patrouilleur suédois HMS Mjölner (P157).
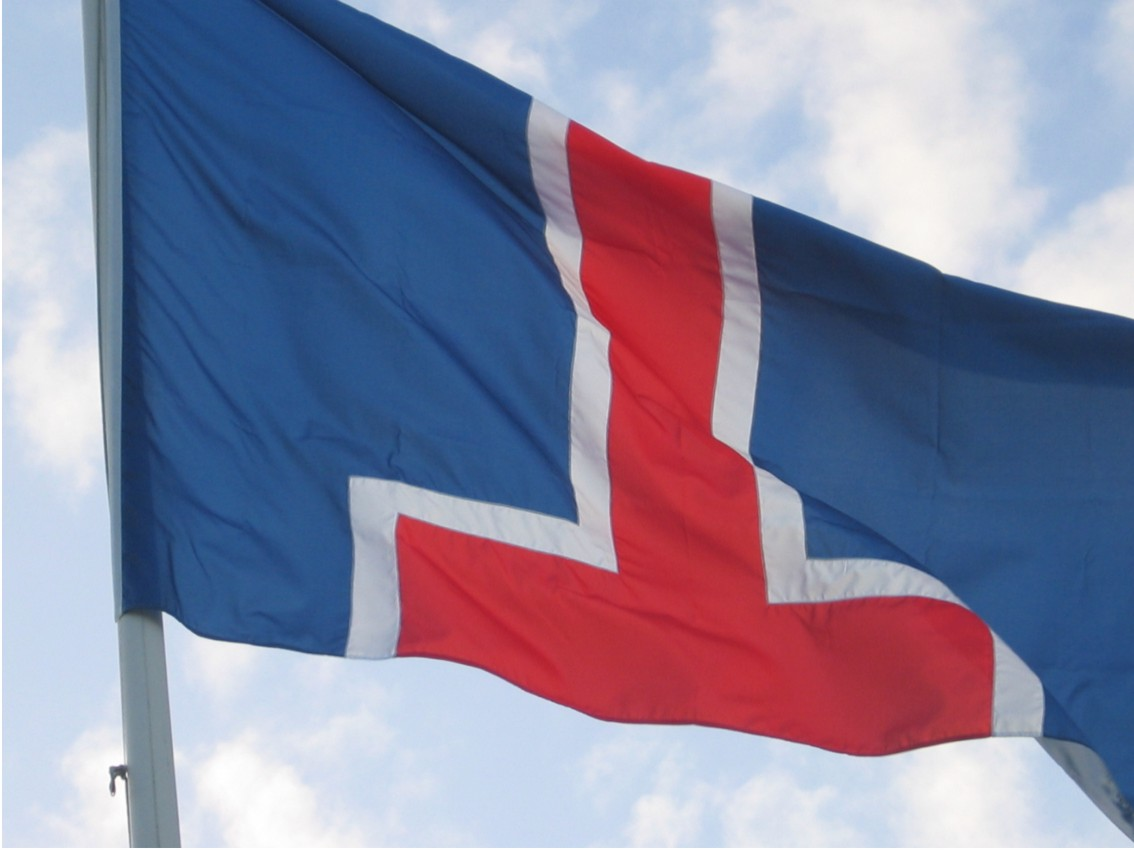
Drapeau du Haut Islandais, un purisme linguistique de l'islandais.

## Dans la culture populaire
Mjöllnir a servi de source d'inspiration pour de très nombreux éléments de la culture moderne, de la musique à la télévision, en passant par la littérature et les jeux vidéo.

### Littérature
Dans la littérature fantastique ou de fantasy, Mjöllnir est souvent un objet précieux. Il apparaît notamment dans les séries littéraires Amos Daragon, Arielle Queen et la saga Everworld.

### Bande dessinée
En bande dessinée, le marteau de Thor Mjolnir est notamment l'arme du dieu et super-héros Thor, un personnage évoluant dans l'univers Marvel de la maison d'édition Marvel Comics et apparu pour la première fois dans le comic book Journey into Mystery #83 en août 1962.
- Il apparaît également dans le manhwa Yureka (2000) de Kim Youn-kyung et Son Hee-joon.
- La série Mjöllnir (scénario Olivier Peru, dessin Pierre-Denis Goux), revisite le mythe de Thor et de son marteau magique.
- Il est aussi cité pour son importance dans The Hitchhiker's Guide to the Galaxy, dans le 6e et dernier tome, intitulé « Encore une chose... » (2009), par Eoin Colfer.
- Dans la série de manga Valkyrie Apocalypse , Mjölnir est le marteau de Thor et apparait dans l'épisode/tome 1 sous la forme d'une sorte de deux pavés géants collés et un manche .

### Cinéma
- Dans la trilogie cinématographique Matrix, Mjollnir est le nom de l'un des vaisseaux souterrains. Dans la version française, il est cité sous le nom de « Hammer » ou de « Marteau ».
- Mjöllnir est présent dans le film Thor (2011) de Marvel. L'objet, lié aux pouvoirs du héros, y joue d'ailleurs un rôle important dans l'intrigue du long-métrage.
  - Il est l'élément annonciateur de la sortie du film, dans la scène post-générique d' Iron Man 2 (2010). Même si Mjöllnir y est moins mis en avant, on le retrouve également en compagnie de son propriétaire dans Avengers (2012), dans Thor : Le Monde des ténèbres (2013), et dans Avengers : L'Ère d'Ultron (2015), dans lequel Vision parvient à le porter. Il est détruit par la sœur aînée de Thor, Hela dans le film Thor: Ragnarok (2017).
  - Dans Avengers: Infinity War, Thor se fait forger une nouvelle arme, Stormbreaker, remplaçant Mjöllnir, afin de détruire Thanos. À la différence du précédent marteau, l'arme est mi-marteau, mi-hache.
  - Dans Avengers: Endgame, Thor retourne dans le passé avec Rocket Raccoon dans les événements du film Thor : Le Monde des ténèbres, et retrouve Mjöllnir. Il se fait soulever par Captain America par la suite, qui se trouve en être digne.
  - dans Thor: Love and Thunder, le personnage de Jane Foster parvient à reformer et soulever Mjöllnir, après sa mort, Thor le récupère et passa Stormbreaker à sa nouvelle fille adoptive
- Dans la série proposé sur Netflix « Ragnarök »

### Télévision
- Dans la série télévisée Stargate SG-1, « Le Marteau de Thor » est un épisode, et l'objet en lui-même est une technologie de conception Asgard.
- Dans la série animée Saint Seiya, les « Mjöllnir Hammers » sont les armes (en forme de haches) utilisées par Thor.
- Dans la série animée Soul Eater, Marie Mjolnir est le nom d'un personnage capable de se transformer en marteau.
- Dans la série Supernatural (saison 8 épisode 2), Mjolnir est vendu lors d'une vente aux enchères.

### Musique
- Dans les genres de musiques issues du heavy metal, comme le Viking Metal, Mjöllnir est souvent référencé.
- Par ailleurs, plusieurs groupes de metal, plus ou moins célèbres, portent des variantes du nom de Mjöllnir.

### Jeux vidéo
Dans de nombreux jeux vidéo, Mjöllnir est un objet, un artefact, une arme ou un sort puissant, sous des orthographes variées.
- Dans The Bard's Tale: Tales of the Unknown (1985) et The Bard's Tale III: Thief of Fate (1988), le « Thor's Hammer »[16] est une arme très puissante que le joueur peut récupérer et donner à son équipe de personnages. Par ailleurs, dans le premier Bard's Tale, le joueur peut recruter un avatar de Thor comme compagnon, en trouvant une de ses figurines.
- Dans Dark Age of Camelot (depuis 2001), c'est une des reliques midgardiennes.
- Dans la série Halo (depuis 2001), Mjolnir est le nom de l'armure de combat cybernétique des Spartans, les supersoldats de l'UNSC. Elle est notamment portée par le héros de la saga, le Master Chief.
- Dans Age Of Mythology (2002), lors de l'histoire de la Scandinavie, en passant par la vie de Thor et de son marteau Mjöllnir.
- Dans World of Warcraft (depuis 2004), un sort est nommé « Marteau de courroux du paladin ».
- Dans Call of Duty: Black Ops II (2012), lors de la mission Célérium, il est possible de voir le marteau parsemés d'éclairs au sein d'une grotte si le joueur ne se fait pas repérer par les ennemis. Il est alors proposé de le prendre en main mais le joueur échoue, n'étant pas digne de le porter.
- Dans Dota 2 (depuis 2013), Mjollnir est objet puissant, disponible à l'achat en partie.
- Dans Dead Space 3 (2013), Mjöllnir est un schéma d'arme.
- Dans God of War (2018), Thor est mentionné à de nombreuses reprises dans le jeu, sans pour autant y figurer directement. Il apparaît brièvement avec Mjöllnir à la ceinture lors d'une séquence post-générique.
- Dans Assassin's Creed Valhalla (2020), le joueur peut trouver Mjöllnir. Arme mythique, forgée par la première civilisation Isu, ce marteau se trouve dans une clairière dévastée dans un fjord du nord de Hordafylke en Norvège. Pour le récupérer, le protagoniste doit revêtir les cinq parties de l'équipement de Thor (collectées après plusieurs tâches)[réf. nécessaire].
- Dans God of War: Ragnarök (2022), Thor est l'un des principaux antagonistes du jeu, étant armé de Mjöllnir. À la mort de celui-ci durant le Ragnarök, c'est sa fille Thrüd qui héritera du marteau.

Le marteau de Thor apparaît ou est mentionné également dans divers autres jeux : Freespace 2, DotA 2, PlanetSide 2, Ragnarök Online, Eve Online, Tomb Raider: Underworld, Magicka, Final Fantasy, Nethack, Tales of Symphonia, X3: Reunion et X3: Terran Conflict, Breath of Fire III, Diablo 2, Castlevania: Dawn of Sorrow et divers opus de la série Fire Emblem.

### Jeux
- Dans le jeu de figurines a collectionner HeroClix, Mjollnir est une relique disponible dans le set Hammer of Thor.

### Autres
- Le 20 novembre 1956, Ingemar Johansson, champion suédois de boxe catégorie poids lourds, porte une frappe surpuissante du poing droit au boxeur américain Floyd Patterson, lors de leur combat où le Suédois battit l'Américain. Elle a été appelée « marteau de Thor » par un journaliste de l'époque[17].
- Le « Marteau de Thor » (MDT en abrégé) est aussi une figure de kitesurf utilisée par certains pratiquants. La figure consiste à réceptionner un saut (ou à se planter sans sauter) en s'étalant dans l'eau, mais toujours dans un souci esthétique et de recherche de sensation.
- Le « Marteau de Thor » est une boisson normande mêlant bière normande et « tord-boyaux ».
- « Miolnyr » est le nom d'une attraction du Parc Festyland en Normandie (France) ayant pour thème la mythologie nordique[18].
- Le « Marteau de Thor » est également une caractéristique stylistique du design Volvo. Il s'agit du nom des optiques avant, reprenant la forme du marteau du dieu nordique.
- Le caricaturiste et affichiste allemand Hans Schweitzer a choisi le pseudonyme Mjölnir en référence à l'action du marteau.

- L'astéroïde (85585) Mjolnir porte son nom.